# Lavica
Lavica är Marina Živkovićs tredje studioalbum, släppt år 1998 via ZaM Production.

## Låtlista
1. Lavica
2. Muzikanti
3. Tri dana je dosta
4. Siroče
5. Uzmi ili ostavi
6. Gde ste sada drugovi
7. Da si nebo
8. Reci reci da
9. Ostavi
10. Ne laži me